# Воздвиженський Микола Миколайович

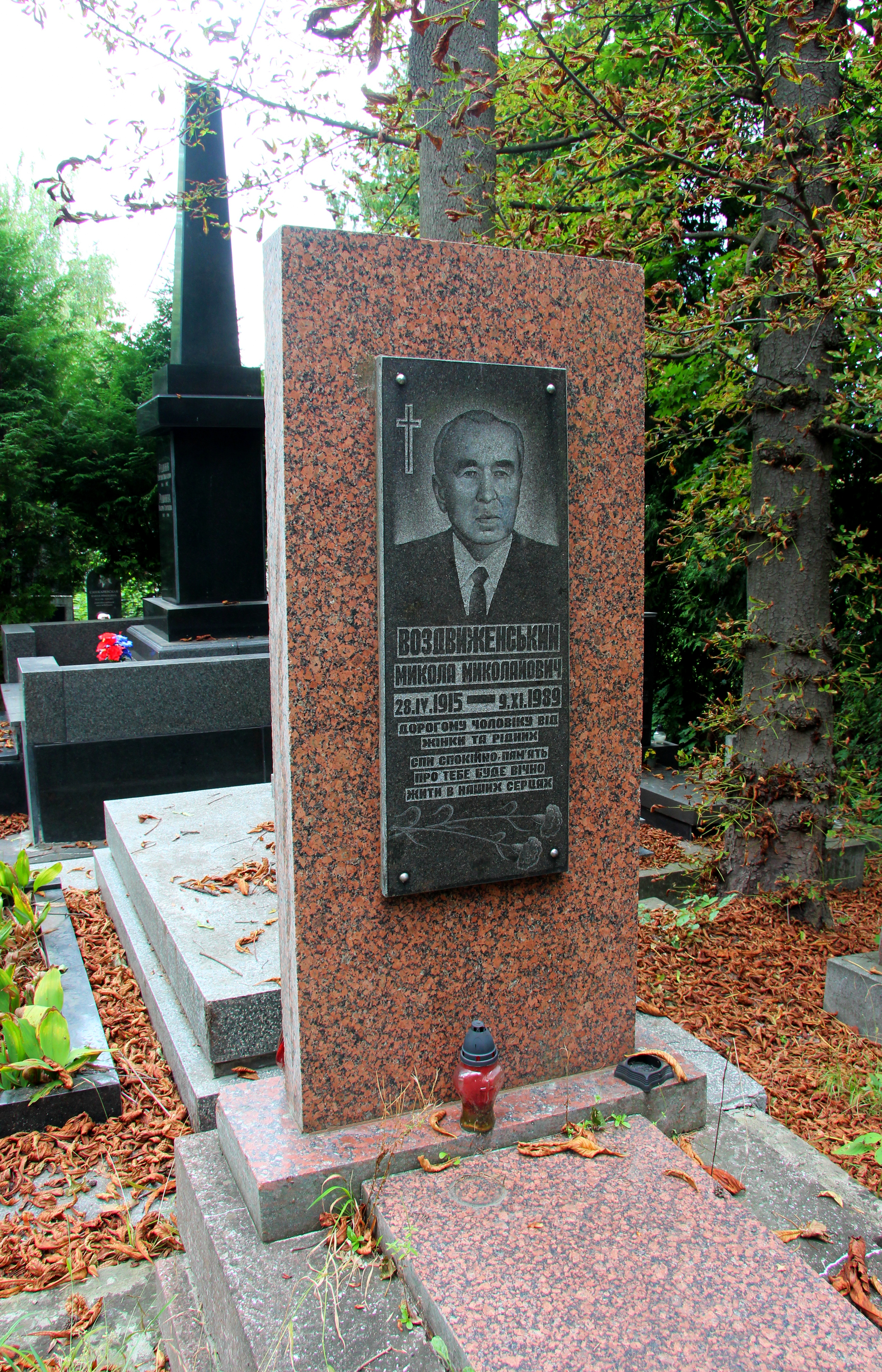

Микола Миколайович Воздвиженський (1915 —1989) — радянський льотчик-штурмовик, учасник німецько-радянської війни, Герой Радянського Союзу (1945).

## Біографія
Микола Воздвиженський народився 15 (за новим стилем — 28) квітня 1915 року в Катеринославі (нині — Дніпро) у селянській родині. Українець. Після закінчення неповної середньої школи і школи фабрично-заводського учнівства навчався в школі пілотів цивільної авіації.
У 1939 році призваний у Робітничо-селянську Червону Армію. У 1940 році він поступив на навчання в Чкаловський військову авіаційну школу, після її закінчення залишився в ній інструктором.
З 1943 року — на фронтах німецько-радянської війни. Брав участь в боях на Західному і 2-му Білоруському фронтах. Брав участь у визволенні Орловської і Смоленської областей, Білоруської РСР, Польщі, Східної Пруссії, Німеччини.
На початок 1945 року старший лейтенант Микола Воздвиженський був заступником командира ескадрильї 62-го штурмового авіаполку 233-й штурмової авіадивізії 4-ї повітряної армії 2-го Білоруського фронту. За цей час він зробив 110 бойових вильотів на літаку «Іл-2», виробляв штурмовку ворожої бойової техніки і живої сили, завдавши значних втрат.
23 лютого 1945 року старший лейтенант Микола Миколайович Воздвиженський був отримав звання Героя Радянського Союзу з врученням ордена Леніна і медалі «Золота Зірка» за номером 5965.
Після закінчення війни Воздвиженський продовжив службу в Радянській Армії. У 1950 році він закінчив Вищі офіцерські льотно-тактичні курси.
У 1956 році в званні майора був звільнений в запас. Проживав у Львові, працював на заводі. Помер 9 листопада 1989 року, похований на 86 полі Личаківського цвинтаря Львова.